# Renate Tobies
Renate A. Tobies (née le 25 janvier 1947) est une mathématicienne allemande et historienne des mathématiques et des sciences de la nature, connue pour ses biographies de Felix Klein et Iris Runge.

## Biographie
Renate Tobies a grandi en Allemagne de l'Est et fait ses études de mathématiques et chimie à l'université de Leipzig. Elle consacre sa thèse de doctorat en sciences de l’éducation  (Dr paed.) à l'histoire de l'enseignement de la chimie, Die Entwicklung des allgemeinbildenden Chemieunterrichts auf dem Gebiet der DDR unter besonderer Berücksichtigung der ideologischen Erziehung (1945 bis zum VIII. Parteitag der SED), en 1975. Après avoir brièvement enseigné dans un collège technique, elle obtient un poste d'histoire des mathématiques à l'Institut d'histoire de la médecine et des sciences de la nature de Leipzig. Elle réalise son habilitation universitaire et obtient un deuxième doctorat, en sciences en 1986 avec une thèse intitulée Die gesellschaftliche Stellung deutscher mathematischer Organisationen und ihre Funktion bei der Veränderung der gesellschaftlichen Wirksamkeit der Mathematik (1871-1933). 
Après la réunification allemande, l'Institut de Leipzig connaît une réduction importante du nombre de ses enseignants et Renate Tobies démissionne en 1993. Elle est nommée la même année à la chaire Sofja Kowalewskaja de professeur invité à l'université de Kaiserslautern. Elle mène des recherches sur les femmes en mathématiques, en physique et en technologie. et puis elle obtient des postes équivalents dans plusieurs universités, notamment l'université technique de Brunswick, celle de Göttingen, de Stuttgart ou encore celle de Linz. Elle obtient finalement un poste définitif à l'université d'Iéna.

## Publications
- Felix Klein (Teubner, 1981)[3].
- (de) Renate Tobies, "Aller Männerkultur zum Trotz" : Frauen in Mathematik und Naturwissenschaften, Campus Verlag, 1997, 288 p. (ISBN 3-593-35749-6, lire en ligne) (réimprimé en 2008)[4],[5],[6].
- Mathematik auf den Versammlungen der Gesellschaft Deutscher Naturforscher und Ärzte 1843–1890, (avec Klaus Volkert, Wissenschaftliche Verlagsgesellschaft MBH, 1998).
- Brieftagebuch zwischen Max Planck, Carl Runge, Bernhard Karsten, et Adolf Leopold (éd. Avec Klaus Hentschel, ERS Verlag, 1999).
- Traumjob Mathematik! Berufswege von Frauen und Männern in der Mathematik, (avec Andrea Abele et Helmut Neunzert, Birkhäuser, 2004).
- Biographisches Lexikon in Mathematik promovierter Personen an deutschen Universitäten und Technischen Hochschulen WS 1907/08 bis WS 1944/45, (Erwin Rauner Verlag, 2006).
- Morgen möchte ich wieder 100 herrliche Sachen ausrechnen: Iris Runge bei Osram und Telefunken, (Franz Steiner Verlag, 2010), rééd. Iris Runge: A Life at the Crossroads of Mathematics, Science, and Industry (Valentine A. Pakis, trad., Birkhäuser, 2012).
- Margarete Kahn und Klara Löbenstein: Mathematikerinnen - Studienrätinnen - Freundinnen (avec York-Egbert König et Christina Prauss, Hentrich und Hentrich, 2011).
- Women in Industrial Research (éd. Avec Annette B.Vogt, Franz Steiner Verlag, 2014).

## Distinctions
- 2007 : membre correspondant de l'Académie internationale d'histoire des sciences.